# Zigeunerlieder (Brahms)
Els Zigeunerlieder ("Cançons gitanes" o "Cançons de gitanos"), Op. 103 i Op. 112, és un cicle d'onze cançons per a quatre veus i piano de Johannes Brahms compostes l'any 1887, i quatre cançons més (Op. 112, núms. 3–6) compostes el 1991. Els Zigeunerlieder 'Op. 103 van sortir publicat el 1888 i, poc després, Brahms va fer arranjaments per a veu sola i piano dels números 1 a 7 i el núm. 11, que es publicaren el 1889. Els textos són de cançons tradicionals hongareses en una adaptació a l'alemany de Hugo Conrat, un amic del cercle vienès de Brahms.

## Context compositiu
Els textos són una adaptació a l'alemany de cançons tradicionals hongareses feta per Hugo Conrat. La primera traducció dels textos era per la cuidadora hongaresa de la família Conrat. El seu nom original era Hugo Con, i era empresari, comerciant, poeta, compositor nascut el 1845 a Breslau (Wroclaw), Polònia. Brahms tenia una bona relació amb la família jueva de Conrat a Viena. Aquest empresari i artista també fou amic de Gustav Mahler que faria estades en les cases de Conrat a Dornbach i Viena (Walfishgasse 12). Va morir a Berlín el 1906.
Les primeres onze peces del cicle (Op. 103)) foren musicades per Brahms o en la seva estada a Thun (estiu de 1887) o a Budapest l'hivern de 1887/88. Les quatre cançons gitanes de l'Op. 112 són del 1891 i foren publicades juntament amb altres dues cançons per a quartet vocal, Sehnsucht i Nächtens (amb text de Franz Theodor Kugler) compostes el 1888. Tot no va tenir cap connexió aparent amb els Zigeunerlieder, va ser ajuntats per formar els Sis quartets per a veus mixtes i piano Op. 112.

## Llista delsZigeunerlieder
A continuació es presenta la llista dels Zigeunerlieder amb els textos en alemany.
- Onze lieder de l'Op. 103
- Quatre lieder de l'Op. 112.

### Zigeunerlieder, Op. 103[2]
1) Ell, Zigeuner, greife dins dau Saiten: He, Zigeuner, greife in die Saiten ein! / Spiel das Lied vom ungetreuen Mägdelein! / Laß die Saiten weinen, klagen, traurig bange, / Bis die heiße Träne netzet diese Wange!
2) Hochgetürmte Rimaflut: Hochgetürmte Rimaflut, / Wie bist du so trüb; / An dem Ufer klag ich / Laut nach dir, mein Lieb! / Wellen fliehen, Wellen strömen, / Rauschen an dem Strand heran zu mir. / An dem Rimaufer laß mich / Ewig weinen nach ihr!
3) Wißt ihr, wann mein Kindchen: Wißt ihr, [wenn]1 mein Kindchen am allerschönsten ist? / Wenn ihr süßes Mündchen scherzt und lacht und küßt. / Mägdelein, du bist mein, inniglich küß ich dich, / Dich erschuf der liebe Himmel einzig nur für mich! – Wißt ihr, [wenn]1 mein Liebster am besten mir gefällt? / Wenn in seinen Armen er mich umschlungen hält. / Schätzelein, du bist mein, inniglich küß ich dich, / Dich erschuf der liebe Himmel einzig nur für mich!
4) Lieber Gott, du weißt: Lieber Gott, du weißt, wie oft bereut ich hab, / Daß ich meinem Liebsten einst ein Küßchen gab. / Herz gebot, daß ich ihn küssen muß, / Denk, solang ich leb, an diesen ersten Kuß. – Lieber Gott, du weißt, wie oft in stiller Nacht / Ich in Lust und Leid an meinen Schatz gedacht. / Lieb ist süß, wenn bitter auch die Reu, / Armes Herze bleibt ihm ewig, ewig treu.
5) Brauner Bursche führt zum Tanze: Brauner Bursche führt zum Tanze / Sein blauäugig schönes Kind; / Schlägt die Sporen keck zusammen, / Csardasmelodie beginnt. – Küßt und herzt sein süßes Täubchen, / Dreht sie, führt sie, jauchzt und springt; / Wirft drei blanke Silbergulden / Auf das Zimbal, daß es klingt.
6) Röslein dreie En der Reihe: Röslein dreie in der Reihe blühn so rot, / Daß der Bursch zum Mädel gehe, ist kein Verbot! / Lieber Gott, wenn das verboten wär, / Ständ die schöne weite Welt schon längst nicht mehr; / Ledig bleiben Sünde wär! – Schönstes Städtchen in Alföld ist Ketschkemet, / Dort gibt es gar viele Mädchen schmuck und nett! / Freunde, sucht euch dort ein Bräutchen aus, / Freit um ihre Hand und gründet euer Haus, / Freudenbecher leeret aus.
7) Kommt dir manchmal En den Sinn: Kommt dir manchmal in den Sinn, mein süßes Lieb, / Was du einst mit heil'gem Eide mir gelobt? / Täusch mich nicht, verlaß mich nicht, / Du weißt nicht, wie lieb ich dich hab, / Lieb du mich, wie ich dich, / Dann strömt Gottes Huld auf dich herab!
8) Horch, der Vent klagt en den Zweigen: Horch, der Wind klagt in den Zweigen traurig sacht; / süßes Lieb, wir müssen Scheiden: gute Nacht. / Ach wie gern in deinen Armen ruhte ich, / doch die Trennungsstunde naht, Gott schütze dich. – Dunkel ist die Nacht, kein Sternlein spendet Licht; / süßes Lieb vertrau auf Gott und weine nicht; / führt der liebe Gott mich einst zu dir zurück, / bleiben ewig wir vereint in Liebesglück.
9) Weit und breit schaut niemand mich Un: Weit und breit schaut niemand mich an, / und wenn sie mich hassen, was liegt mir dran? / Nur mein Schatz der soll mich lieben allezeit, / soll mich küssen, umarmen und herzen in Ewigkeit. – Kein Stern blickt in finsterer Nacht; / keine Blum mir strahlt in duftiger Pracht. / Deine Augen sind mir Blumen Sternenschein, / die mir leuchten so freundlich, die blühen nur mir allein.
10) Mond verhüllt sein Angesicht: Mond verhüllt sein Angesicht, / süßes Lieb, ich zürne dir nicht. / Wollt ich zürnend dich betrüben, sprich / wie könnt ich dich dann lieben? – Heiß für dich mein Herz entbrennt, / keine Zunge dir's bekennt. / Bald in Liebesrausch unsinnig, / bald wie Täubchen sanft und innig.
11) Rote Abendwolken ziehn: Rote Abendwolken ziehn am Firmament, / Sehnsuchtsvoll nach dir, / Mein Lieb, das Herze brennt, / Himmel strahlt in glühnder Pracht, / Und ich träum bei Tag und Nacht / Nur allein von dem süßen Liebchen mein.

### Vier Zigeunerlieder, Op. 112[3]
Con ja s'ha comentat a l'inici, les dues primeres cançons de l'Op. 112 (núm. 1 Sehnsucht, núm. 2 Nächtens), amb text de F. T. Kugler, no són Zigeunerlieder.
3) Himmel strahlt Tan helle: Himmel strahlt so helle und klar, / Heller strahlt mir dein Augenpaar. / Du meine Rose, mir ins Auge blick, / Daß ich dich segne in meinem Glück. –Vögleins Lied so lieblich erklingt, / Süß'res Lied mir mein Liebchen singt. / Du meine Rose, ... – Sonne küßt das ganze Erdenrund, / Heißer küßt mich dein Rosenmund. / Du meine Rose, ...
4) Rote Rosenknospen künden: Rote Rosenknospen / künden schon des Lenzes Triebe. / Rosenrote Wangen / Deuten Mädchens erste Liebe. / Kleiner roter Vogel, / Flieg herab zur roten Rose! / Bursche geht zum ros'gen / Mädchen kosen.
5) Brennessel steht Un Weges Rand: Brennessel steht am Wegesrand, / Neider und Feinde hab' ich in Stadt und Land. / Neidet, haßt, verleumdet, / doch das bringt mir keine Not, / Wenn mir nur mein süßes Liebchen / treu bleibt bis zum Tod.
6) Liebe Schwalbe, kleine Schwalbe: Liebe Schwalbe, kleine Schwalbe, / Trage fort mein kleines Briefchen! / Flieg zur Höhe, fliege schnell aus, / Flieg hinein in Liebchens Haus! – Fragt man dich, woher du kommest, / Wessen Bote du geworden, / Sag, du kommst vom treusten Herzen, / Das vergeht in Trennnungsschmerzen.